# Tourisme naturiste

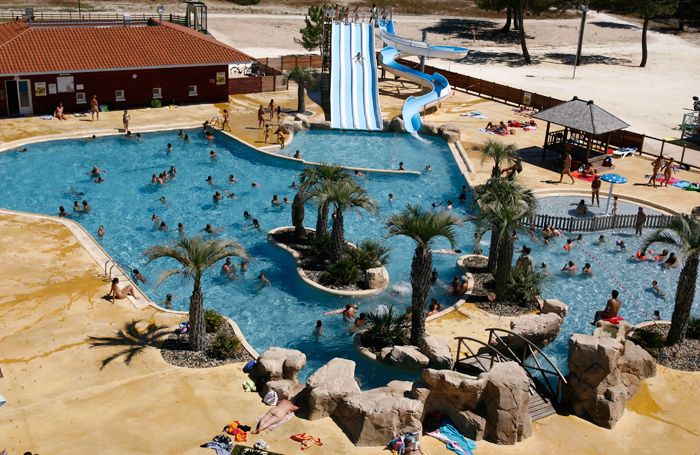
Aqua Parc du village naturiste de Montalivet en France.

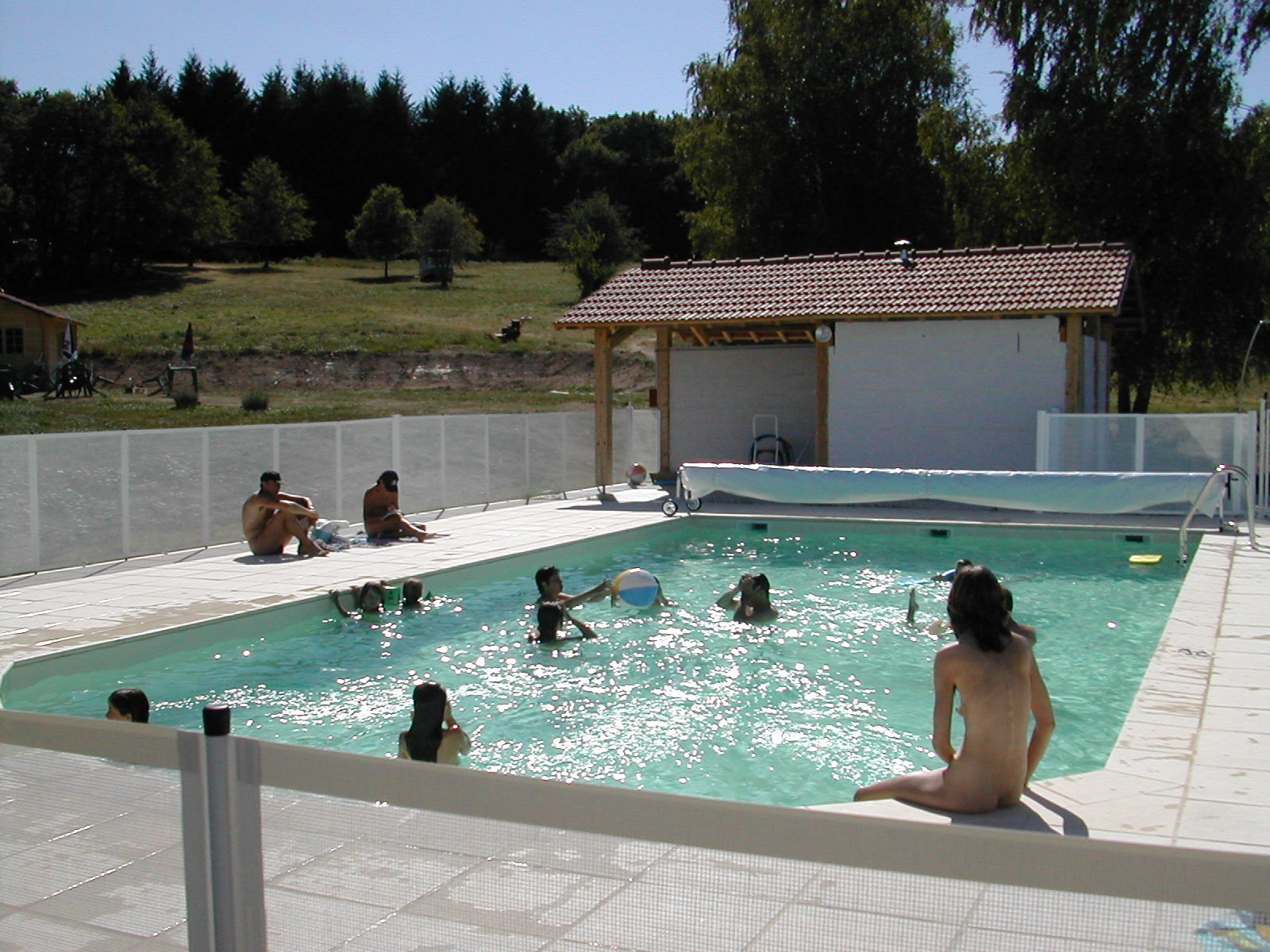
Camping naturiste des monts de Bussy, dans le Limousin.

Le tourisme naturiste ou tourisme nudiste est une forme de tourisme pour lequel les pratiquants fréquentent soit des établissements touristiques destinés à la pratique du naturisme, soit des lieux de villégiature ordinaires mais avec une pratique du nudisme sur place ou à proximité (plage, piscines, spas…). Il s'est développé à partir des années 1920 en Europe.
Le naturisme est défini par le congrès mondial de la Fédération naturiste internationale (FNI), en 1974 comme : « une manière de vivre en harmonie avec la nature, caractérisée par une pratique de la nudité en commun qui a pour but de favoriser le respect de soi-même, le respect des autres et celui de l’environnement,  ». La nudité est un moyen. Il s'agit ainsi d'un mode de vie voire d'une éthique, dont le nudisme se distingue par cette absence de dimension philosophique. Dans le nudisme, la nudité n'est pas un moyen mais un but, il n'a pas d'autre but que lui-même.

## Histoire

### Prémices (débutxxesiècle)
Les débuts de l'activité touristique en lien avec le développement du naturisme se font en Europe du Nord et principalement en Allemagne à partir des années 1910. Ce pays voit ensuite la naissance de la première organisation nationale, en 1918, avec la Freikörperkultur (FKK), littéralement « Culture du corps Libre », devenue Deutscher Verband für Freikörperkultur, DFK),. L'association de jeunesse Freideutsch fait ainsi l'acquisition d'un ancien camp militaire, situé sur une île en mer du Nord, à Klappholttal, où s'installe un camp de vacances, considéré comme « le site fondateur du naturisme ». Il ferme avec l'arrivée du régime nazi au pouvoir en 1933.
En 1928, une expérience débute en France, à quelques kilomètres de Paris, il s'agit de l'île du Platais à Villennes-sur-Seine, où est fondée la Société naturiste des frères Gaston et André Durville, appelée Physiopolis. Toutefois, la nudité intégrale n'y est pas autorisée, comme le précise Jean-Luc Bouland.
En 1929, Charles Macaskie et sa femme inaugurent le premier resort nudiste britannique, appelé Spielplatz (en) (mot allemand traduit en anglais par playground), dans le village de Bricket Wood, au nord de Londres,.
Au cours des années 1920 et 1930, le naturisme se développe aussi sur le littoral espagnol, avant de disparaître sous le franquisme (1936-1977).
En France, en 1932, les docteurs et frères Durvill, de nouveau, créent le domaine naturiste d’Héliopolis sur l'île du Levant, à la place d'une ancienne colonie agricole pénitentiaire pour enfants (1857 à 1876), au large des côtes du département du Var,. Le site devient un « véritable laboratoire et une référence en matière de naturisme pour le monde entier. » Albert Lecocq créé avec sa femme le premier club naturiste, en 1944, à une dizaine de kilomètres de Paris. Structure clandestine, celle-ci émerge dans la propriété du couple de Carrières-sur-Seine,. La structure des Clubs du Soleil est lancée. Les époux Lecocq fondent quelques années plus tard la Fédération française de naturisme (F.F.N., en 1951). Les structures d'accueil se multiplient, souvent sous la forme de camping, à proximité des grandes villes, équipées de terrains de sport et parfois de piscines. La géographe Francine Barthe-Deloizy, spécialiste de la question, note que l'ambiance était rustique et amicale et marquée par un fort militantisme. Avec l'ouverture du CHM-Montalivet, en ce début des années 1950, à Vendays-Montalivet en Gironde, la famille Lecoq donne une nouvelle orientation au tourisme naturiste avec la création du premier véritable « centre naturiste »,. Durant cette même période, le premier congrès mondial se tient dans la station balnéaire de Vendays-Montalivet, dans le sud-ouest de la France, les 22 et 23 août 1953. Il donne naissance à la Fédération naturiste internationale (FNI).

### Développement des années 1960
Au cours des années 1960, la pratique du naturisme se développe avec le tourisme estival. Les structures d'accueil se privatisent et prennent la forme de centre de vacances,. Quelques pays misent sur ce tourisme de niche. La France, dans les années 1960, intègre le naturisme dans sa politique touristique à destination notamment de la clientèle germanique (Allemands, Autrichiens) et hollandaise. Dans le cadre de la mission interministérielle d'aménagement touristique du littoral du Languedoc-Roussillon dite « mission Racine », dès 1964, l'État Français aménage son littoral en prévoyant l'édification de quartiers naturistes, au Cap d'Agde et à Port Leucate, afin de capter le flux des touristes allemands vers l'Espagne,.
En Yougoslavie, le pouvoir communiste mise lui aussi sur le développement du naturisme pour plusieurs raisons, la première, économique, est celle d'attirer des devises étrangères, la seconde, plus politique, est de « montrer un certain état d’esprit "progressiste" » de la part du régime, et enfin, sur la promotion de libertés, « offrir un espace d’hospitalité à ceux qui ne pouvaient pratiquer le naturisme dans leur pays, du fait d’un judéo-christianisme exacerbé », selon Fabrice Mathieu Pinteau, auteur d'une thèse sur le tourisme croate. Pour l'auteur, il s'agit donc bien d'une « politique volontariste d’aménagement ». Le premier centre ouvert date de 1961, en Istrie, à destination principalement de la clientèle germanique.
En 1964, le film franco-italien Le Gendarme de Saint-Tropez montre le naturisme balnéaire. Au-delà de la poursuite des naturistes par les gendarmes, il permet aussi de faire « connaître au grand public une pratique de la nudité collective […] et associa à l'image du naturisme celle des vacances, du temps libre et des pratiques balnéaires. »

### Dans les années 1970
Francine Barthe-Deloizy observe que dans les années 1970 la nudité connaît une évolution dans le regard porté par la société et permet ainsi un développement de la pratique, notamment estivale. En France, des arrêtés généralement municipaux parfois autres, sont pris afin d'autoriser la pratique du naturisme sur les plages. La FFN relève pour la période neuf plages pour lesquelles existent un « arrêté municipal autorisant la nudité et seize où le naturisme est toléré. » En l'an 2000, la France en compte environ 220. En 1978, le premier camping nudiste espagnol, Las Palmeras, est inauguré dans la ville de Vera, en Andalousie. Le premier village nudiste espagnol — constitué de studios et d'appartements — avec sa plage ouvre l'année suivante, à côté du village d'Estepona, également en Andalousie.
En 2005, Barthe-Deloizy et Emanuel Jaurand, mentionnent qu'au cours de la même période, cette forme de tourisme est pratiquée par les homosexuels. Différents lieux anciens ou nouveaux sont investis par cette communauté : l'île du Levant en France, l'île de Sylt en Allemagne, Ibiza aux Baléares, Mykonos dans les Cyclades grecques. Ces îles deviennent des rendez-vous saisonniers pour les gays. « […] ignorant les principes de base de l’éthique naturiste, [ils] transforment la plage et ses abords en un lieu de drague voire de pratiques sexuelles ». En 1971, l'île du Levant établit un arrêté municipal précisant que le naturisme doit être pratiqué, sous réserve des mesures compatibles avec les bonnes mœurs et l'ordre public[réf. à confirmer].
Toutefois, cette évolution ne se fait pas complètement sans heurts. Ainsi, en 1974, en Bretagne, le maire de la commune d'Erdeven a tenté d'interdire une plage en retrait, à proximité d'un camping naturiste. Du purin est même déversé pour faire fuir les touristes.
Le développement important du naturisme en France, et de son ouverture au reste du public européen, dans les décennies précédents les années 1970, s'explique notamment par l'interdiction de cette pratique dans les autres pays méditerranéens (Espagne, Grèce, Italie, Portugal).
Face au développement du nudisme de plage, la FFN revendique sa spécificité du « naturisme » reléguant la première à une pratique épisodique.

### Depuis les années 1990
En 1995, la position espagnole évolue avec l'abrogation de la loi 431 — créant un vide juridique — qui interdisait « toute manifestation de nudité » ainsi que le port du maillot de bain deux pièces pour une femme ou le slip de bain pour un homme. Le pays devient ainsi une nouvelle destination pour le tourisme naturiste. En réalité, le développement du tourisme naturiste s'était déjà engagé et de nombreux centres de vacances ont été édifiés dans les années 1980 sur ses littoraux.

## Les lieux de tourisme naturiste

### Les hébergements naturistes

Exemples de villages naturistes
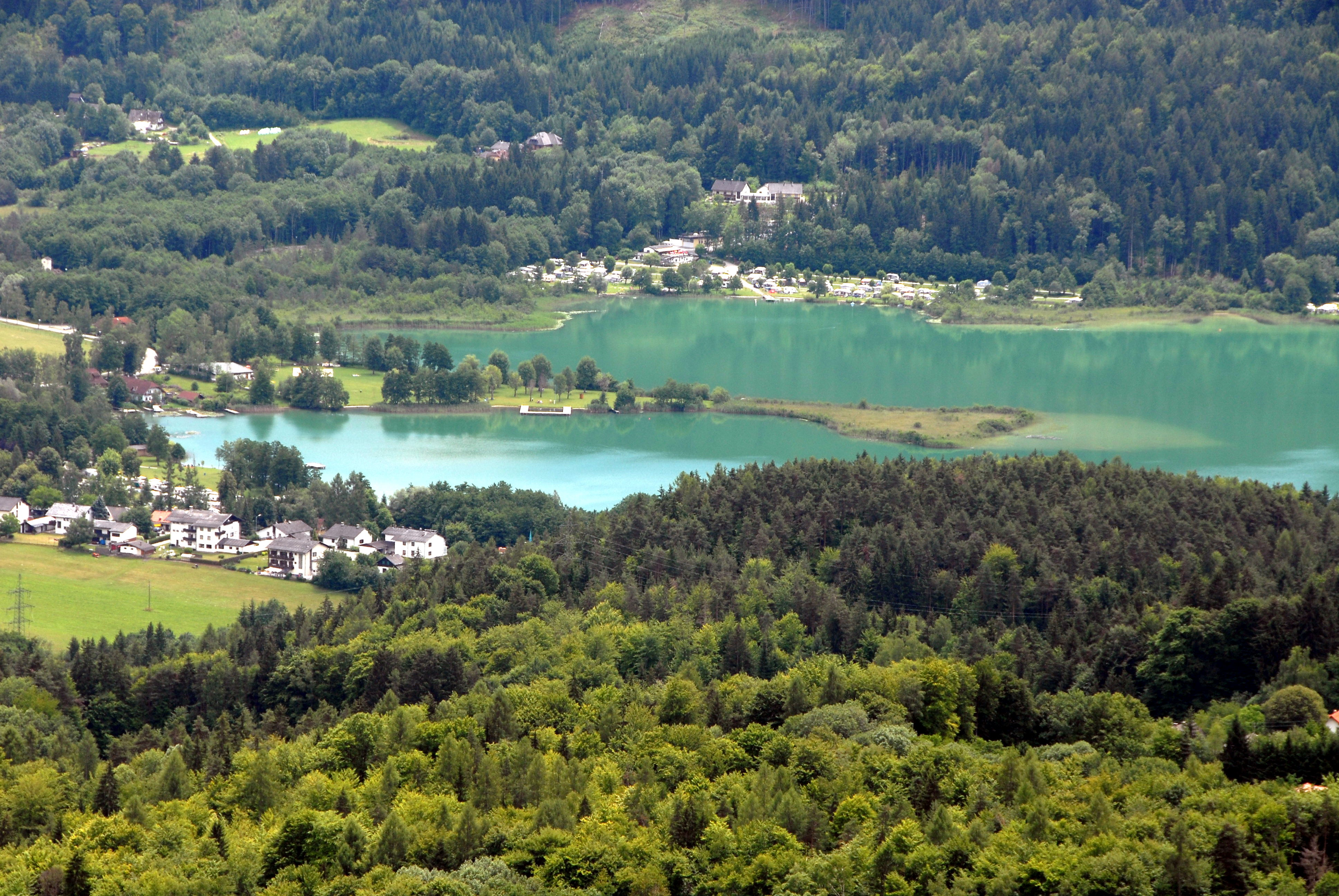
Autriche : Le lac de Keutschach am See et ses campings naturiste.
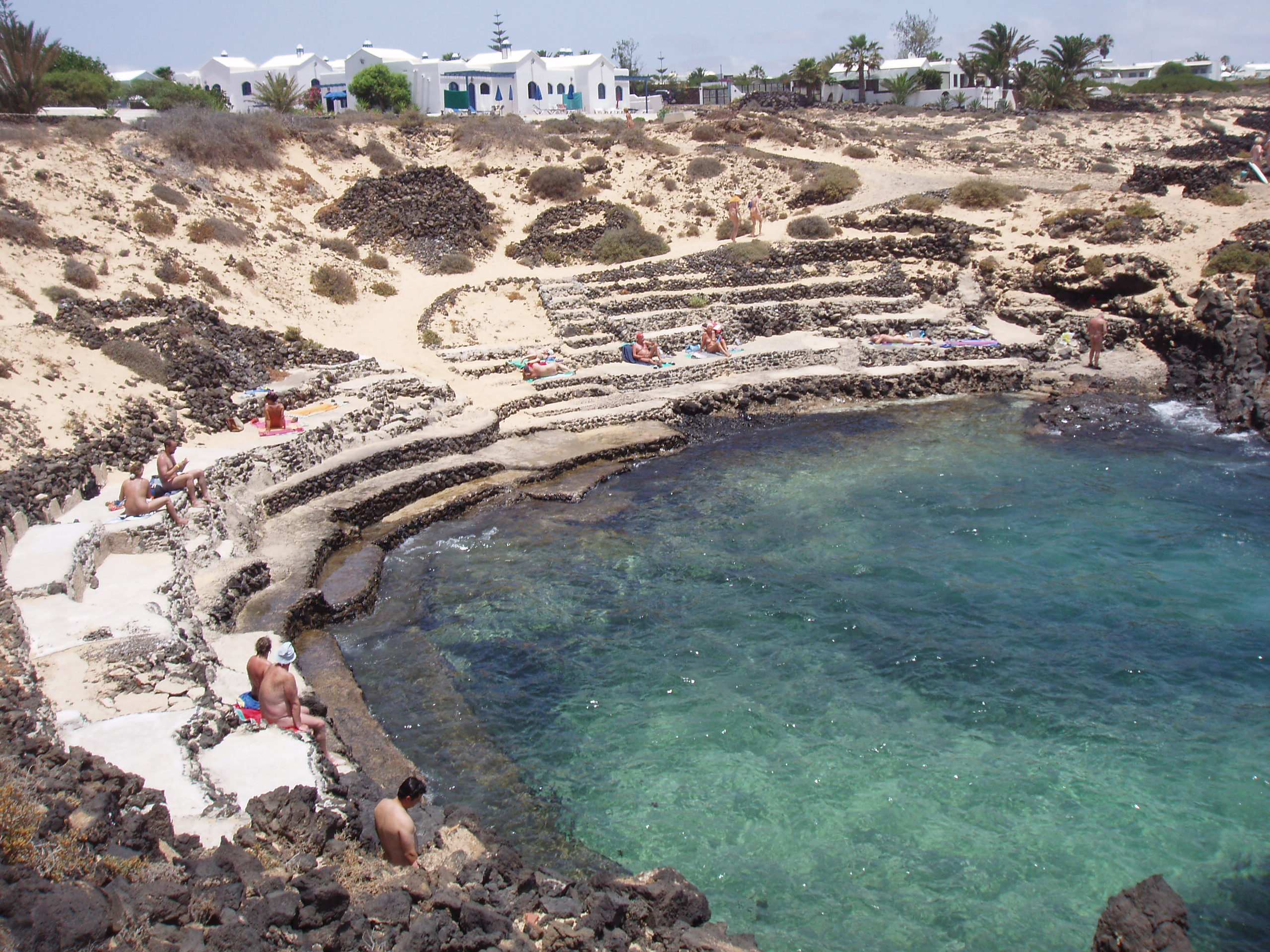
Espagne : Le village naturiste Charco del Palo sur l'île de Lanzarote (Canaries) et ses résidences naturiste.
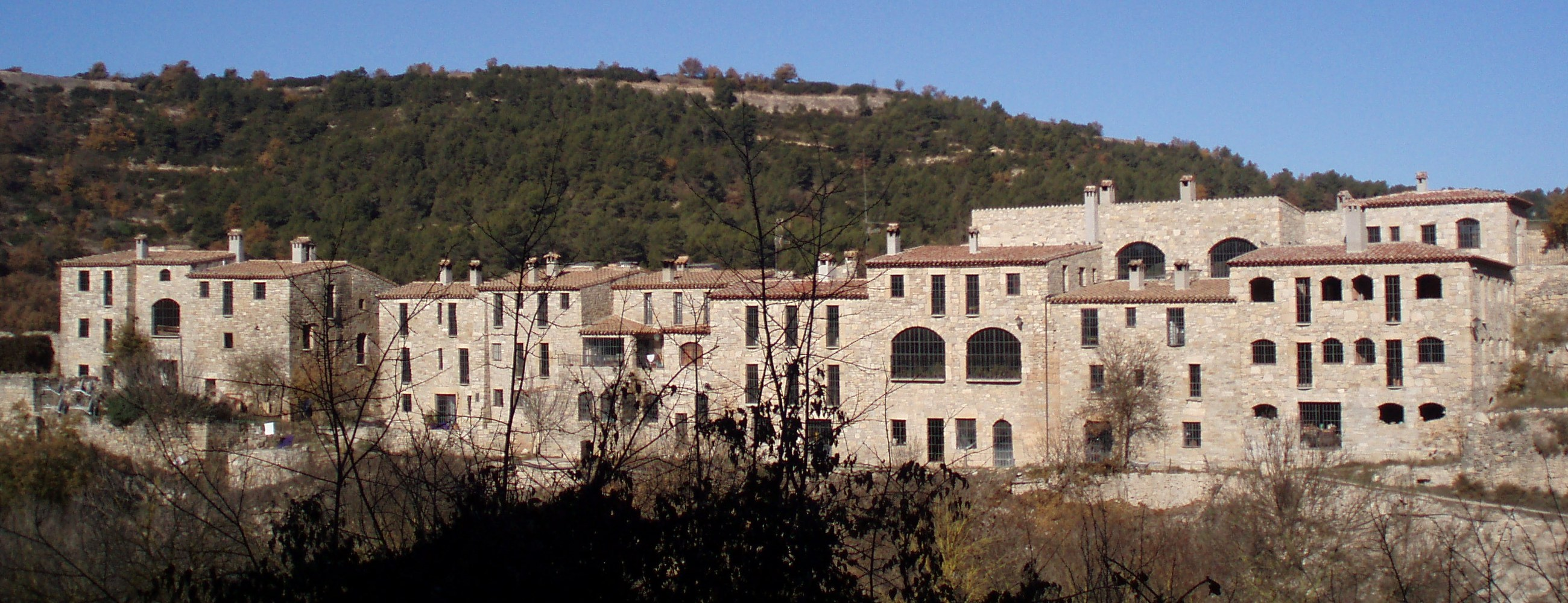
Espagne : Le village naturiste Poble naturista El Fonoll (en).
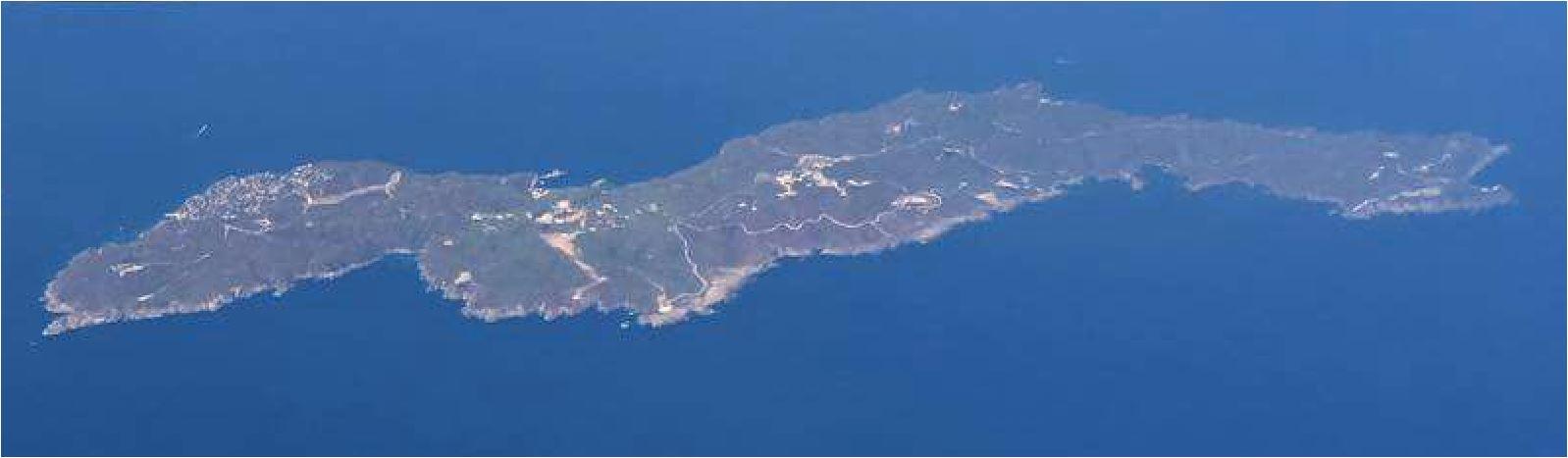
France : Le village naturiste Héliopolis, situé sur l'île du Levant, dans le Var (France), créé en 1931.
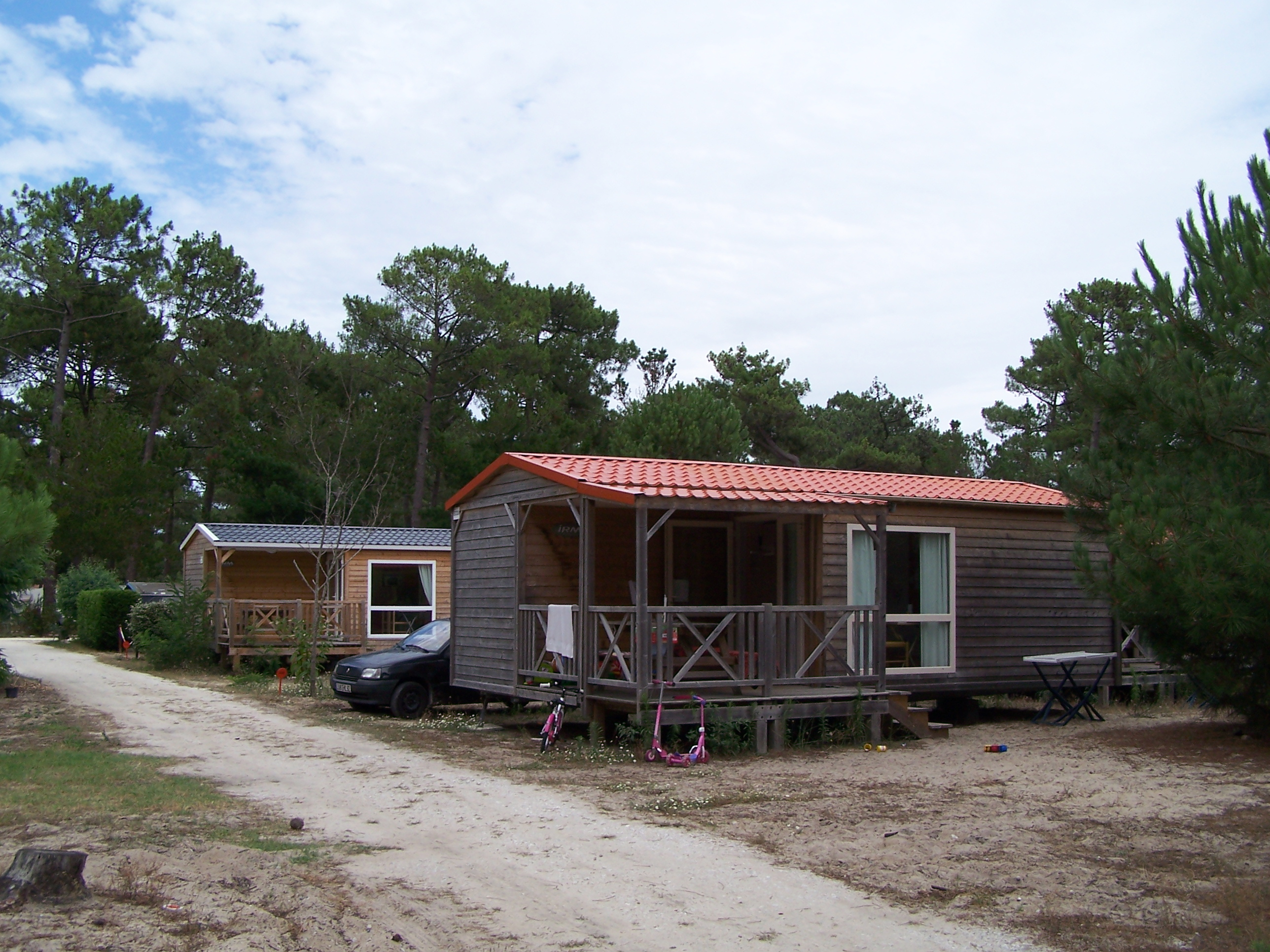
France : Le village naturiste du CHM-Montalivet, en Gironde, composé de bungalows et emplacements de camping.
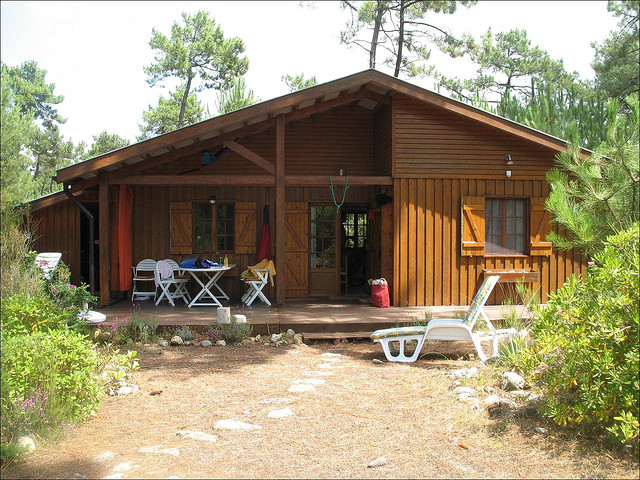
France : Le village naturiste Euronat, en Gironde, composé bungalows et emplacements de camping.

Des hébergement peuvent être proposés en campings, centres de vacances, villages vacances, résidences de tourisme, hôtels, ou en encore chambre d'hôtes.
Le géographe Emmanuel Jaurand définit un centre naturiste comme « un ensemble immobilier ou d'hébergement de plein air, généralement clos et réservés à un public essentiellement familial ».
Le terme « village naturiste » désigne généralement un espace géographique important indépendant ou un quartier réservé aux naturistes. Le village naturiste accueille plusieurs structures associatives ou/et commerciales (Camping, hôtellerie commerces et services). On y trouve tout ce qui est nécessaire à la vie d’un village : toutes sortes de commerce, voire de services administratifs, médicaux et parfois bancaires. Une multitude d’animations artistiques, culturelles et sportives y sont possibles, la plupart d'entre eux proposent des espaces spa pour la forme, la santé et le bien-être. Ces espaces sont exclusivement réservés à la pratique du naturisme familial, défendu par les fédérations naturistes. Ces structures destinées à la pratique du naturisme essaient de s’adapter au mieux à la définition de 1974 adoptée par les différentes entités de la Fédération naturiste internationale.

### Les activités naturistes

Plages naturistes
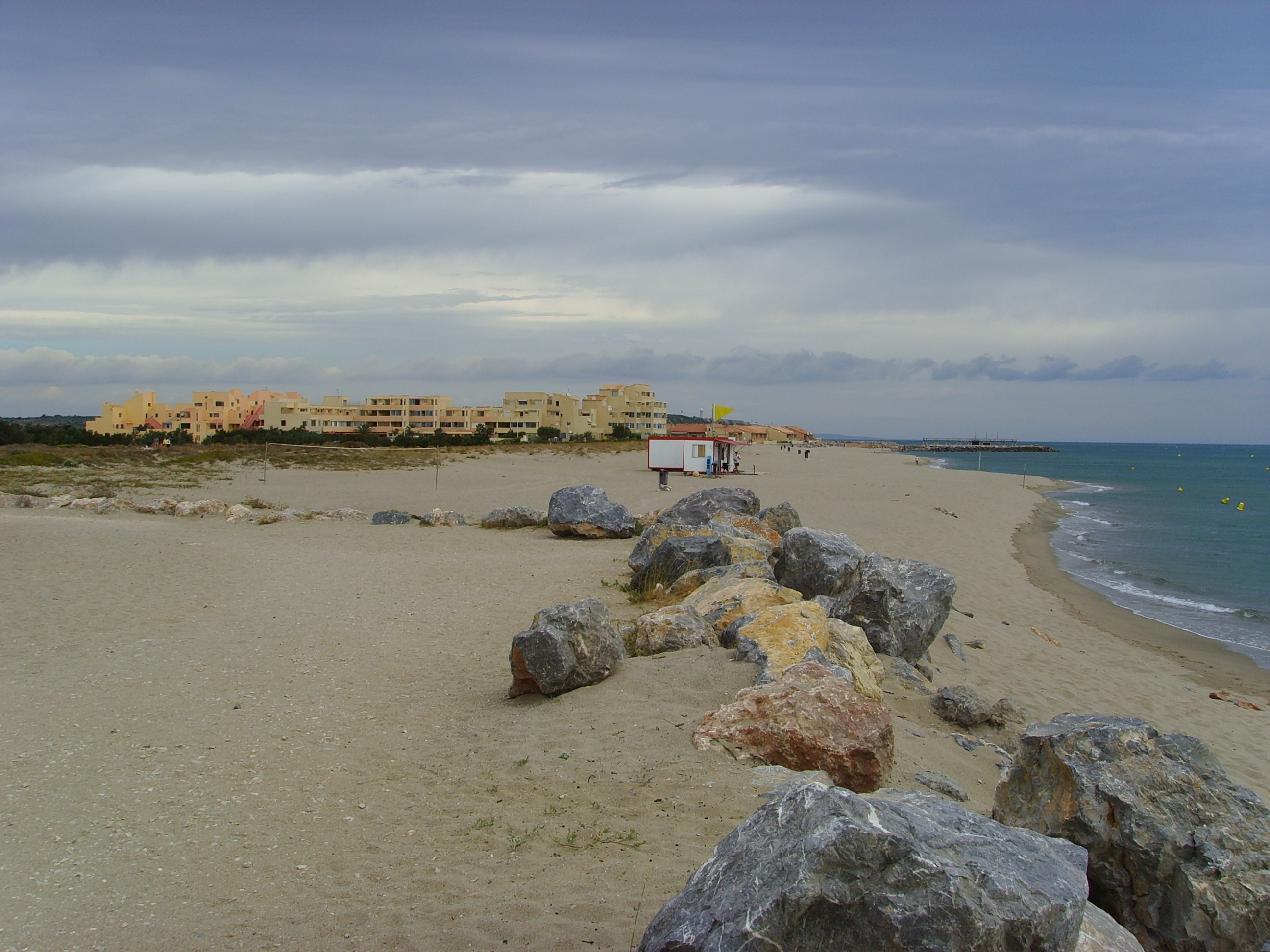
Plage des résidences Ulysse et Aphrodite au village naturiste de Port Leucate.
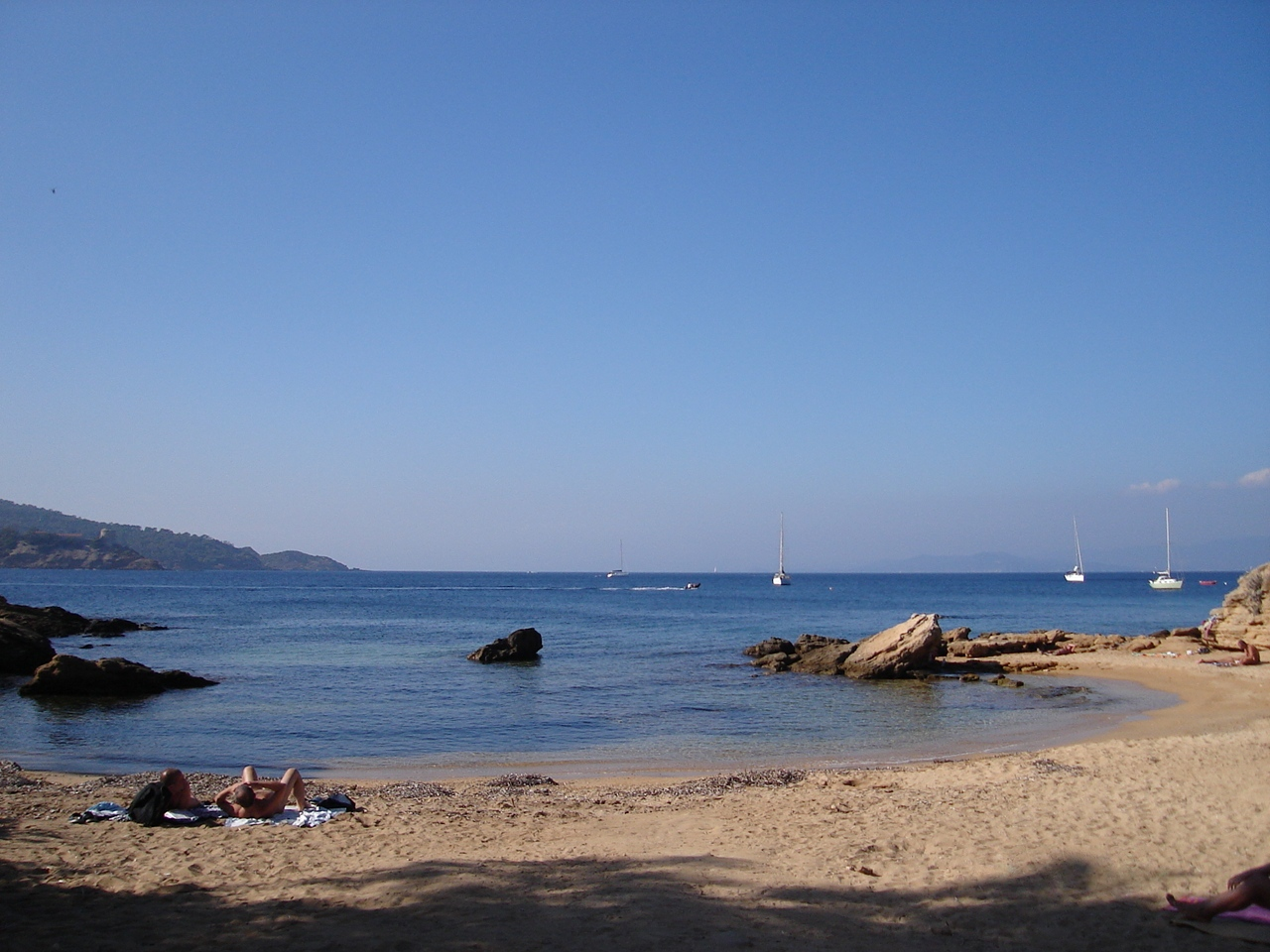
Plage du village naturiste Héliopolis sur l'île du Levant.

Il est possible de pratiquer un grand nombre d'activités naturistes (sauna, randonue, etc.). Ainsi les plages nudistes ou naturistes attirent des touristes, qui ne séjournent pas forcément dans des hébergements naturistes. La distinction entre les deux types de plage repose principalement sur la différence entre la reconnaissance officielle et par les fédérations nationales de naturisme pour les secondes, par opposition à la situation d'illégalité des premières. Emmanuel Jaurand relève ainsi « […] une vision large de la pratique nudiste doit intégrer les innombrables plages sauvages (que les fédérations naturistes refusent d'appeler naturistes) : il s'agit de portions de plages publiques investies régulièrement par des groupes de nudistes en contradiction avec la loi, avec des situations allant de la tolérance de fait à la répression. On y rencontre un public varié, incluant ceux qui ne peuvent accéder aux centres ; la surreprésentation masculine y est liée à la présence de nombreux gays. »

## Chiffres-clefs
La Fédération internationale de naturisme (FNI) répertorie, en 2015, plus de 800 sites naturistes répartis dans 42 pays, en Europe, Caraïbes, Amérique du Nord, Amérique du Sud, Océanie, et Asie.
Le nombre de licenciés auprès des fédérations est estimé à plus de 220 000 naturistes. La licence naturiste n'étant pas toujours obligatoire, le nombre de pratiquants est logiquement plus élevé,. La fédération allemande (D.F.K.) compte 50 000 licenciés en 2003 (contre 62 000 en 1995). L'organisme néerlandais (N.F.N.) possède 70 000 adhérents en 2005. La fédération française comptait 34 800 adhérents en 2011 (contre 85 500 en 1983). La fédération espagnole (FEN) compte environ 3 000 membres en 2014.
Le nombre de personnes fréquentant des structures naturistes privées ou dans l'espace public, donc comprenant l'ensemble des pratiquants et non pas seulement les licenciés, est estimé entre 8 et 12 millions en Allemagne (soit 10 à 15 % de la population totale), 1,9 million aux Pays-Bas (plus de 10 % de la population).
En France, le nombre d'individus fréquentant des centres de vacances naturistes est estimé, selon une étude de 2001, à entre 1 et 1,5 million. Selon une ancienne enquête de l'IFOP publiée en 1993, le nombre de naturistes et de nudistes occasionnels pouvait être estimé à environ 5 millions de pratiquants. En 2011, le président de la FFN déclarait dans une interview « Ce sont près de deux millions de personnes qui vivent le naturisme en France chaque été. 600 000 Français pratiquent le naturisme. 11 millions se disent prêts à tenter l’expérience. »
Selon la FFN, 83 centres d’hébergements naturistes en France représenteraient plus de 5 millions de nuitées chaque année et correspondent à 3 000 emplois (directs et indirects). Le chiffre d'affaires de ce secteur du tourisme est estimé à 250 millions d'euros en 2012.

## Tourisme naturiste dans le monde
Le géographe français Emmanuel Jaurand et le chercheur mexicain Juan Carlos Monterrubio, dans une publication commune de 2009, observent que si le naturisme est né et s'est développé en Europe, il a su également s'implanter dans d'autres parties du monde. L'auteur remarque également que la plupart des pays possédant des structures associées à la FNI sont des pays de culture judéo-chrétienne. Son développement se fait ainsi « par le biais des migrations de peuplement et du tourisme international ». Cette forme de tourisme est parfois reprise par les habitants de ces nouveaux pays (Croatie, Brésil), mais peut également « échouer », comme au Maghreb ou en Inde. L'universitaire rappelle ainsi que sa diffusion « participe d’un transfert des modes de vie européens opéré par le tourisme international » et que ses aménagements, comme les plages nudistes, sont « des marqueurs d’occidentalisation ».
Ainsi pour l'exemple des plages nudistes, le géographe relève que la pratique est autorisée dans 43 pays dans le monde, situés pour l'essentiel en Europe dont l'essentiel dans l'Union européenne, en Amérique du Nord, centrale/Caraïbes mais aussi en « Australie, Nouvelle-Zélande, Afrique du Sud et Israël ». Quelques pays observent une certaine tolérance à l'égard de ce type de lieux, citant la Chine, l'Indonésie, la Turquie ou encore le Costa Rica. Enfin, sur le reste de la planète, celles-ci ne semblent pas avoir « d’existence officielle (…) ou d’existence tout court ». Dans ces derniers cas, lorsqu'elles existent de manière non officielle, elles sont situées à proximité des stations balnéaires internationales.
Des guides disponibles sur internet, ainsi qu'en format papier sur le tourisme naturiste sont régulièrement édités. Le guide mondial du naturisme est publié régulièrement en collaboration avec la Fédération internationale de naturisme et les fédérations nationales. Les magazines naturistes proposent aussi des guides par thème (Régionaux, pays, monde…), ainsi que des hors-séries.

### En Afrique
En 2017 la Fédération naturiste internationale (FNI) répertorie trois pays (Afrique du Sud, Cameroun, Sénégal) où le naturiste affilié est pratiqué.

#### Afrique du Nord
Sur la rive sud de la Méditerranée, il n'existe pas de centres naturistes ou de plages nudistes officielles. Cette absence de reconnaissance et la rareté d'une pratique au niveau national reposent principalement sur la culture arabo-musulmane de ces pays, sans pour autant présager, comme le rappelle le géographe Emmanuel Jaurand, d'une possible évolution au sein des sociétés ou législative, comme cela a été le cas pour des pays européens (Espagne). Cependant, on trouvait en 2006 quelques pratiques, illégales, sur des plages en Tunisie ou encore au Maroc à proximité des grandes stations balnéaires,. Une partie de la population locale peut être choquée par ce type de pratique.
En 2006, le géographe Emmanuel Jaurand note un recul du nudisme sauvage pour le Maroc. Ainsi au début des années 1990, le pays comptait 17 plages difficilement accessibles selon un correspondant local de la FNI. Les tensions de cette période et des décennies suivantes ont pu jouer un rôle dans le recul de la pratique par les touristes étrangers.

##### Égypte
En Égypte sur le littoral de la mer Rouge, face au complexe hôtelier Coral beach resort, à Hurghada, une partie de la plage, aménagée avec des pare-vues et des cabines de plage, accueille les personnes qui souhaitent bronzer nu.[réf. nécessaire]

#### Afrique subsaharienne

##### Afrique du Sud
L'Afrique du Sud répertorie quatre structures naturistes fédérées.
La municipalité de la Côte des Hibiscus officialise un espace nudist-friendly de la plage de Mpenjati Beach, en KwaZulu-Natal. Il s'agit de la première plage officielle du pays. Il existe toutefois d'autres plages nudistes non-officielles à proximité des grands centres urbains (Sandy Bay au Cap, Secrets Beach à Port Elizabeth, Lighthouse Beach à Port Alfred, Umhlanga Lagoon Nature Reserve à Durban.

##### Cameroun
Le Cameroun est représenté par le Club naturiste du Cameroun.

##### Sénégal
Le Sénégal a pour représentant national le Club naturiste du Sénégal.

### En Amérique

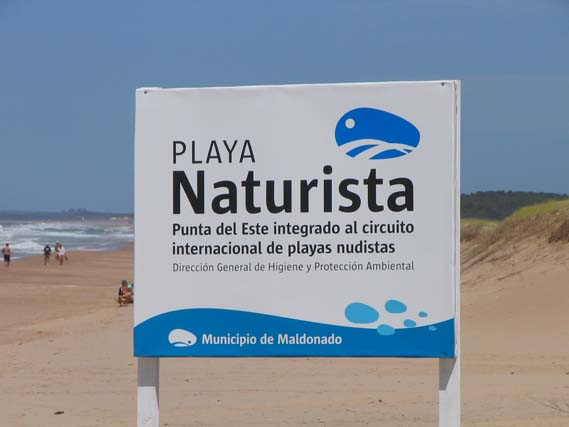
Panneau d'information sur la plage de Chihuahua, département de Maldonado en Uruguay.

Le tourisme naturiste est présent en Amérique, notamment dans les îles des Caraïbes. Le naturisme se développe particulièrement en lien avec les 8 fédérations nationales —  Argentine, Brésil, Canada, Chili, République Dominicaine, Mexique, Pérou et Uruguay — affiliées à la Fédération nationale du naturisme, et deux organisations nationales aux États-Unis. Les pratiques du naturisme et du nudisme sont aussi observées sur certaines plages du continent.

#### Brésil
Au Brésil, le nudisme est autorisé sur quelques plages comme la Praia do Pinho (pt), dans l'État de Santa Catarina, au sud du pays (si l'on possède la carte INF), ou encore la Praia do Abricó (en français : « Plage d'Abricó »), sur la partie ouest de la ville de Rio de Janeiro.

#### Canada

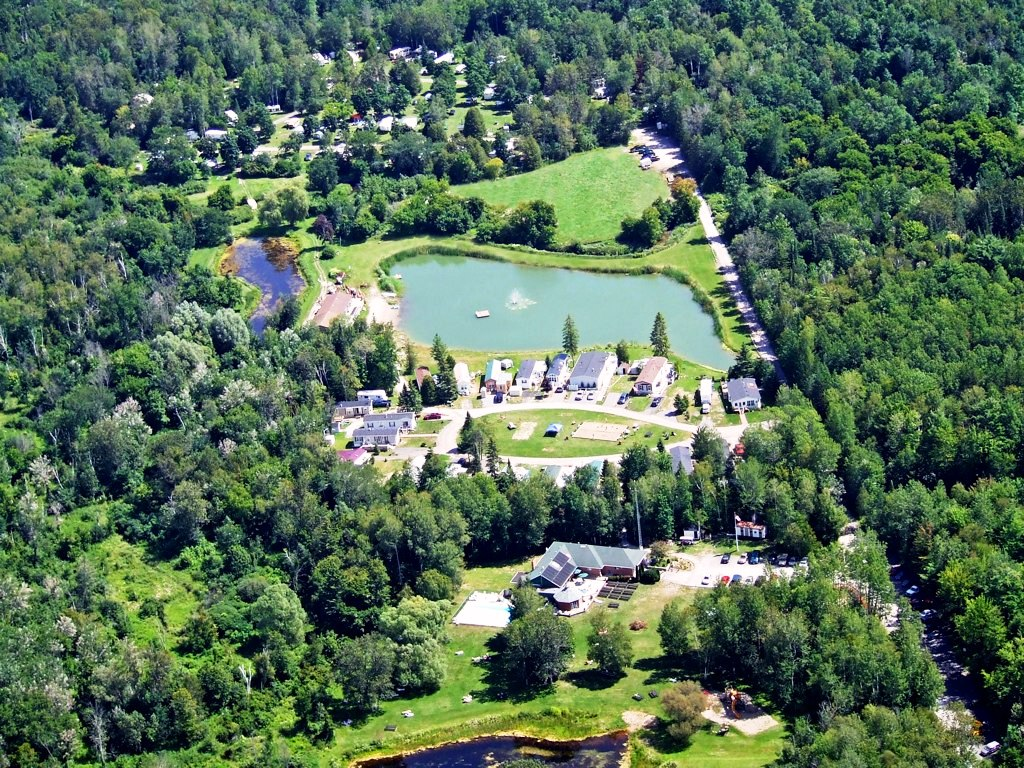
Bare Oaks Family Naturist Park en Ontario au Canada.

Le tourisme naturiste au Canada peut s'appuyer notamment sur l'Union des fédérations québécoise et canadienne de naturisme qui fédère 34 structures, dont 5 gîtes et 21 campings.

##### Québec
La province de Québec accueille en 2015 les vacanciers sur cinq espaces naturistes. 
Les plages libres, par exemple, qui étaient autrefois marginales, attirent de plus en plus d'adeptes. Cet afflux provoque parfois des frictions avec les autorités locales et plusieurs plages libres sauvages ont été fermées. Mais les beaux jours d'été, la plage libre[Quoi ?] du parc national d'Oka, qui jouit d'une tolérance officieuse de la part des autorités, attire plusieurs centaines de naturistes.

#### Caraïbes
La région des Caraïbes dispose d'infrastructures touristiques naturistes sur certaines îles.

##### Cuba
La pratique du nudisme est possible uniquement sur les plages de certaines îles Cubaine tel que Cayo Largo et Cayo Santa Maria, ces dernières sont destinées aux touristes étrangers[réf. à confirmer].

##### Guadeloupe
La F.F.N. recense, pour l'île de Guadeloupe (France), en 2015, quatre structures naturistes de type résidence et hôtel.

#### États-Unis

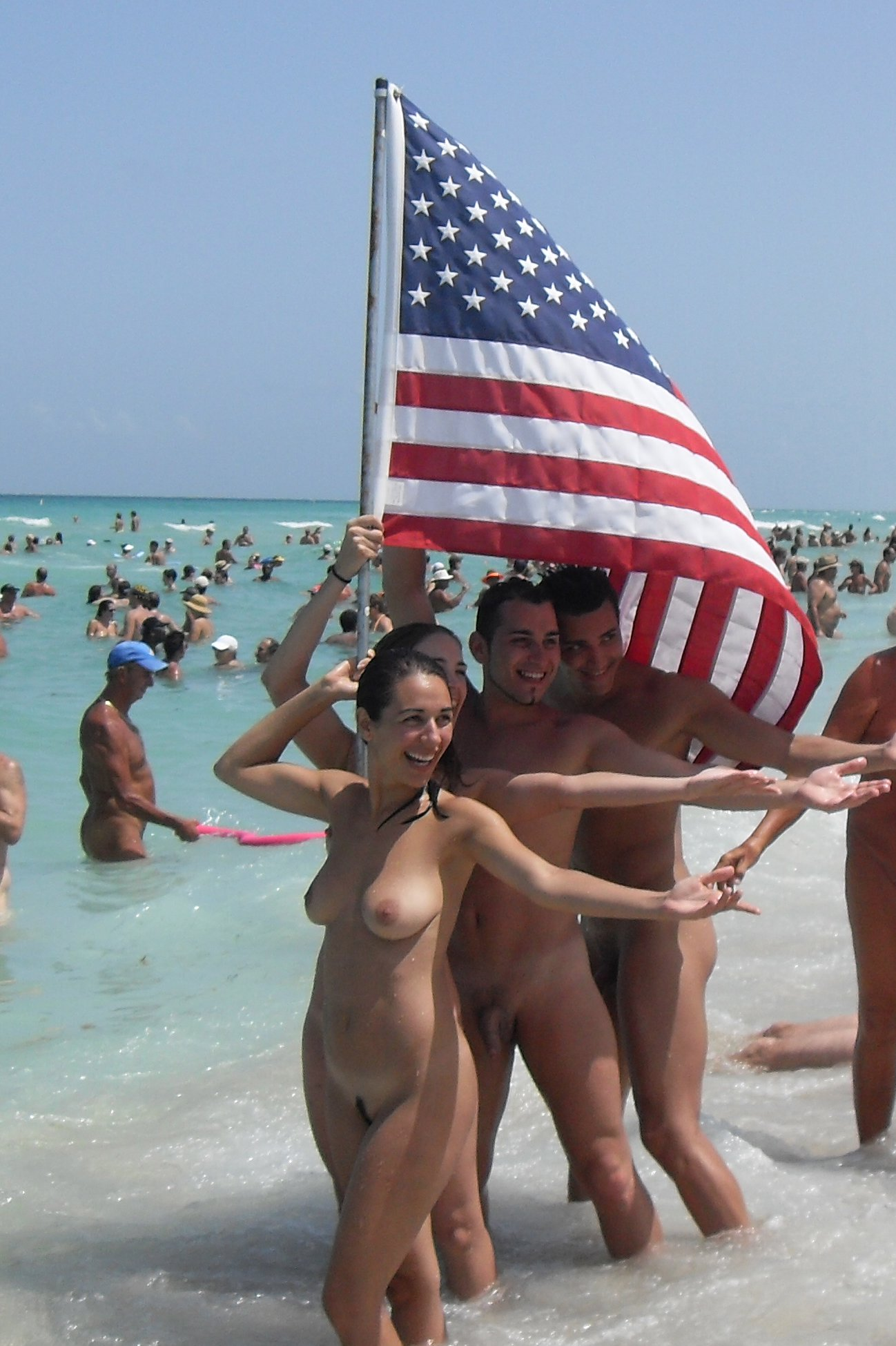
Un groupe de naturistes à Haulover Park.

Les États-Unis possèdent deux associations nationales faisant la promotion de la nudité et de ses activités, l'« American Association for Nude Recreation » (AANR), avec plus de 200 clubs affiliés et « The Naturist Society » (TNS). Le pays possède de nombreux espaces destinés aux pratiques nudiste ou naturiste (Clubs, resorts, plages). La nudité en public reste cependant soumis aux lois des États. Dans certains, cette pratique est jugée illégale, notamment en Alaska, en Arizona ou en Arkansas. Dans le Vermont se déshabiller en public est interdit, mais la nudité en public ne l'est pas.
L'AANR et la TNS comptabilisent pour la Floride seize établissement dont 2 hôtel ce qui en fait l'état qui propose la plus grande offre touristique, devant la Californie qui compte treize structures dont 7 campings et le Texas avec dix camping et une maison d'hôtes,.[réf. non conforme]
D'après l'AANR, les États-Unis possèdent peu de plages nudistes par rapport à l'Europe, même s'il existe de nombreux espaces où la nudité se pratique, peut être une centaine. L'American Association for Nude Recreation liste cinq plages où la nudité est tolérée depuis de longues années : La Jolia (Californie) ; Fort Pierce et Miami (Floride) ; Sandy Hook (New Jersey) ; Maui (Hawaii). Il existe également une association, la « Beach Education Advocates for Culture, Health, Environment & Safety » (B.E.A.C.H.E.S), qui agit en faveur des plages naturistes.

#### Mexique
Le naturisme n’a pas de statut légal au Mexique. Il existe cependant des plages où la pratique nudiste est tolérée et fréquentée majoritairement par les touristes nord-américains, notamment « sur la principale plage nudiste de la côte pacifique mexicaine (Zipolite) », étudiée par Juan Carlos Monterrubio et Emmanuel Jaurand (2009).

#### Venezuela
Le Venezuela possède une plage sur l'île Margarita, El Aqua, où le nudisme est pratiqué[réf. à confirmer]. L'espace possède également en 2013 des restaurants destinés à la clientèle dénudée[réf. à confirmer].

### En Asie

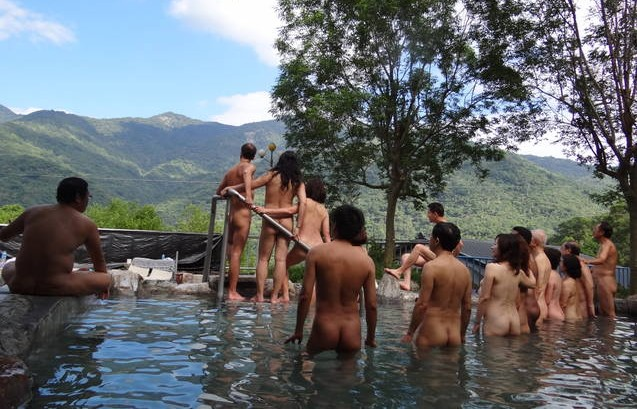
Baigneurs nus dans une source d'eau chaude à Taïwan.

La Fédération naturiste internationale (FNI) répertorie, en 2015, trois pays où peut se pratiquer le tourisme naturiste affilié en Asie, grâce à la présence de structures nationales avec à Taïwan un correspondant de la fédération internationale, tandis qu'il y a une fédération nationale en Israël et en Thaïlande. On note aussi une pratique traditionnelle du nudisme au Japon.

#### Israël
Israël dispose de plages et de sites dans les régions de la mer Morte, au nord de Tel-Aviv (vers Tel Baruch) et au sud d'Ashquelon. Le nudisme sur une plage est considéré comme semi-illégal en raison de l'absence de législation.

#### Japon

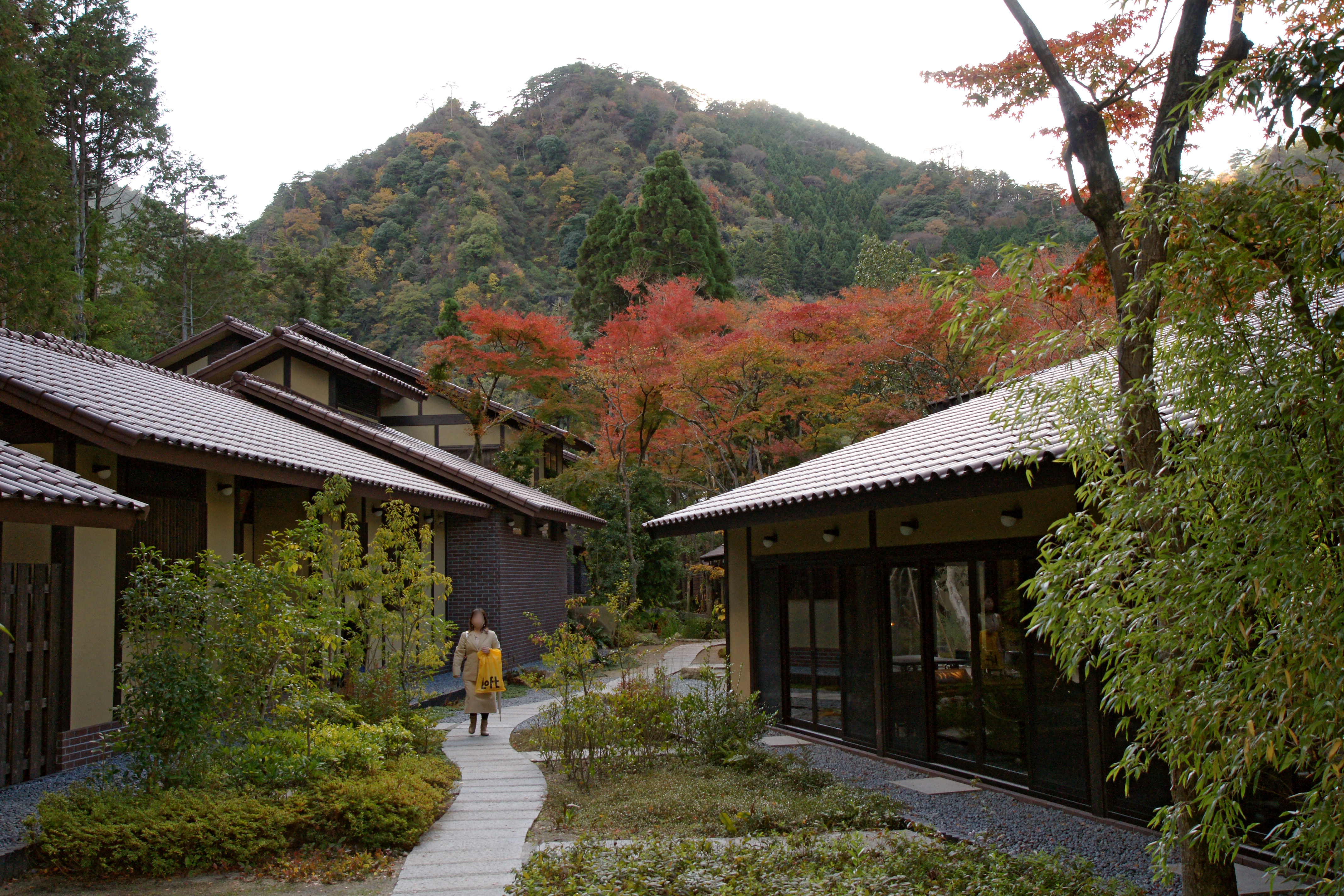
Ryokan (Arima Onsen) au Japon.

Le Japon n'a pas de structures dites « naturistes », toutefois le nudisme familial se pratique depuis toujours dans les onsen (bain thermal) et les sentō (bain public), l'office de tourisme japonais estime le nombre des premiers à environ 3000, certains de ces bains proposent un hébergement touristique dans un ryokan ou un hôtel.

#### Thaïlande
Le tourisme naturisme, en Thaïlande, ne peut être pratiqué que dans des espaces privés (Resort, Guest house), dans la mesure où la loi proscrit la nudité dans les espaces publics, sous peine d'amendes.
La Thaïlande est le seul pays d'Asie à proposer des hébergements touristiques liés à la FNI. La Fédération naturiste de Thaïlande recense en 2015, cinq structures hôtelières et un voyagiste spécialisé.

#### Turquie
En Turquie, il n'y a pas de reconnaissance officielle de la pratique naturiste, ni pour les plages nudistes, même si quelques pratiques s'observent. Il existe par ailleurs quelques plages sauvages qui se sont développées dans les régions des grandes stations balnéaires 2006. Par ailleurs, ce type de tourisme peut être pratiqué lors de croisières en provenance d'autres pays européens ou à l'occasion de location de bateau avec ou sans équipage, et où « le nudisme se pratique à bord ou lors d'escales dans des criques isolées ».
En 2010, un projet d'hôtel nudiste, le Adaburnu-Gölmar, avec une plage, est annoncé,. L'administration, locale donne son autorisation à la condition qu'il soit réservé aux touristes étrangers,. Cependant l'expérience est stoppée six jours plus tard, en raison de vices d'architectures,.

### En Europe
La Fédération naturiste internationale est représentée dans 32 pays Européens en 2017, par 26 fédérations nationales et 6 correspondants.
En Europe, les centres de vacances naturiste sont généralement localisés pour le littoral euro-méditerranéen, de l'Espagne à la Grèce, principalement en Espagne, France et Croatie. L'ensemble de ces pays, exception faite de la Grèce, mais aussi de Chypre et de Malte, possèdent également des plages naturistes officielles, mises en place par des arrêtés municipaux. Les plus nombreuses se trouvent en Espagne et en Croatie. Sans compter les nombreuses plages nudistes dites « sauvages », parfois tolérées, parfois en contradiction avec la loi. Elles ne sont par ailleurs pas reconnues par les fédérations nationales naturistes qui leur refusent la qualification de « naturiste ». On les trouve ainsi plus facilement dans les pays européens de même qu'en Turquie, où les plages nudistes ne sont pas légales.

#### Allemagne
L'Allemagne est l'un des berceaux pour la pratique du naturisme et du nudisme en Europe. Le pays dispose en 2015 de 142 sites dont deux hôtels et 13 parcs de loisirs, les autres sites étant des campings.
Les plages nudistes et/ou naturistes allemandes sont généralement signalées par des panneaux portant le sigle FKK, pour Freikörperkultur (en français : « culture du corps libre »). Elles sont d'ailleurs indiquées sur les cartes topographiques, le Bild Atlas, ainsi que les documents touristiques. « Des arrêts de bus portent même l’appellation FKK-Strand ! »

#### Autriche
L'Autriche compte un certain nombre de structures destinées à l'accueil touristique des naturistes. La moitié sud du lac Keutschacher See (en), en Carinthie, constitue une zone naturiste qui accueille un hôtel, et trois campings et villages.

#### Belgique

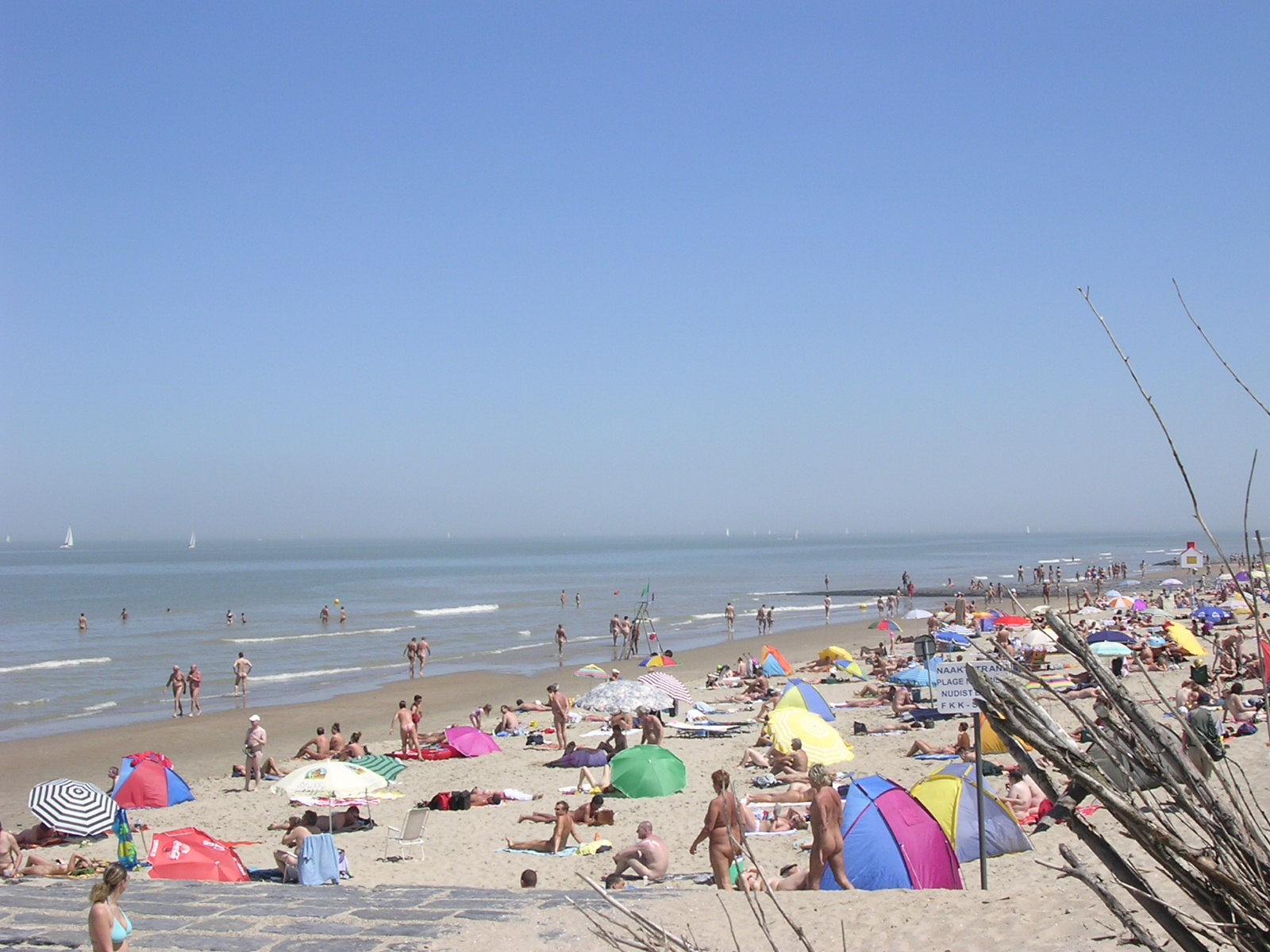
Plage naturiste de Bredene en Belgique.

Les quinze principales associations belges de naturisme sont réunies au sein de la Fédération belge de naturisme (FBN), créée en 1959 par messieurs Louis De Ridder, Arthur Dufresne, Robert Lambrechts et Julien Mestrez. L'ensemble regroupe environ 7 000 membres. Le pays possède huit campings naturistes et six piscines avec des « plages horaires spécialement aménagées ». Seule la plage de Bredene, sur la côte flamande, possède une plage nudiste. Les saunas des Center Parcs sont naturistes en Belgique.

#### Croatie
En 2015, la Croatie pays possède une quinzaine de centres naturistes répertoriés par la FNI (une vingtaine observée en 2011), combinant des hôtels, des résidences et des campings, sur le littoral de la mer Adriatique. La capacité d'accueil de ces sites est estimée à environ 46 000 lits touristiques. L'implantation se concentre pour l'essentiel dans la péninsule de l'Istrie, dont six sites dans la baie de Kvarner, et en Dalmatie centrale (deux sites). La taille des structures reste modeste par rapport à celles observées dans un pays comme la France (les plus grandes ont une capacité de 5 000 lits). Les plus grandes se trouvent dans les environs de Pula (Istrie). L'importance du développement en Istrie semble, selon le chercheur Fabrice Mathieu Pinteau (thèse 2011), liée peut-être à la proximité de la clientèle de l'Europe occidentale, voire également une « logique purement commerciale ». Le chercheur note par ailleurs que « la pratique du nudo-naturisme » est tolérée, mais reste tout de même cachée au sein d'un pays où la religion catholique est encore vivace.
La Croatie tout comme l'Espagne sont les deux pays possédant le plus de plages naturistes pour la partie européenne de la rive nord de la Méditerranée. Les plages naturistes sont généralement isolées et elles sont pour une grande partie d'entre elles indiquées par un sigle, FKK. En fait, ce sigle est d'origine allemande, FKK pour Freikörperkultur (en français : « culture du corps libre »),, tout comme les plages homologuées allemandes du mouvement Freikörperkultur. Le développement de ce tourisme s'est d'ailleurs fait à partir de cette principale clientèle.

#### Espagne
En 2014, un article de El País estime la fréquentation touristique naturiste et nudiste, dans le pays, à environ deux millions de vacanciers.
L'ensemble des communautés autonomes du littoral méditerranéen mais aussi atlantique possèdent des espaces destinés à la nudité. Le Ministère de l'Agriculture et de l'Environnement liste ainsi plus de 240 plages nudistes officielles réparties sur l'ensemble de ses côtes. L'Espagne, tout comme la Croatie, est un des deux pays possédant le plus de plages naturistes sur la rive nord de la Méditerranée. La plus grande majorité des communes du littoral méditerranéen dispose d'ailleurs d'une plage naturiste. Toutefois, en 2016, « une loi de l’administration de la municipalité de Cadix [interdit] la pratique du nudisme sur les plages à l’intérieur des limites de la ville historique », la décision de la municipalité est confirmée par la Cour suprême espagnole.
Le complexe naturiste de Vera, en Andalousie, est considéré comme le premier d'Espagne,. Développé à partir de 1979, avec un camping, puis plus tard une plage, dans le village de Vera (en espagnol : Vera Playa), le centre naturiste Natsun se développe avec la construction des premières résidences (studios, appartements) et bungalows, qui permettront d'accueillir les touristes. De nos jours, plus de 1 800 appartements sont recensés. L'offre est complétée, à partir de 1989, par l'hôtel naturiste Vera Beach Club, le seul d'Espagne, qui compte 281 chambres. Aujourd'hui, le quartier naturiste est composé d'un hôtel, d'une dizaine de résidences et d'une plage.
En Catalogne, El Fonoll (en) (en catalan : Poble El Fonoll) est un ancien village en ruine reconstruit par des naturistes, en 1995. Le lieu dispose, en 2008, d'une capacité de 120 lits dans des appartements ou des studios et de nombreux équipements et services. Le village évolue et est aménagé au gré des finances.
Sur l'île de Lanzarote, aux Îles Canaries, se trouve la station naturiste Charco del Palo, ainsi que la plage de Papagayo, fréquentée par les touristes allemands dont on trouve une référence dans une nouvelle de Michel Houellebecq (Lanzarote, 2000).
Dans la Communauté valencienne, un centre naturiste montagnard a été inauguré, Sierra Natura, à proximité du village d'Enguera.

#### France

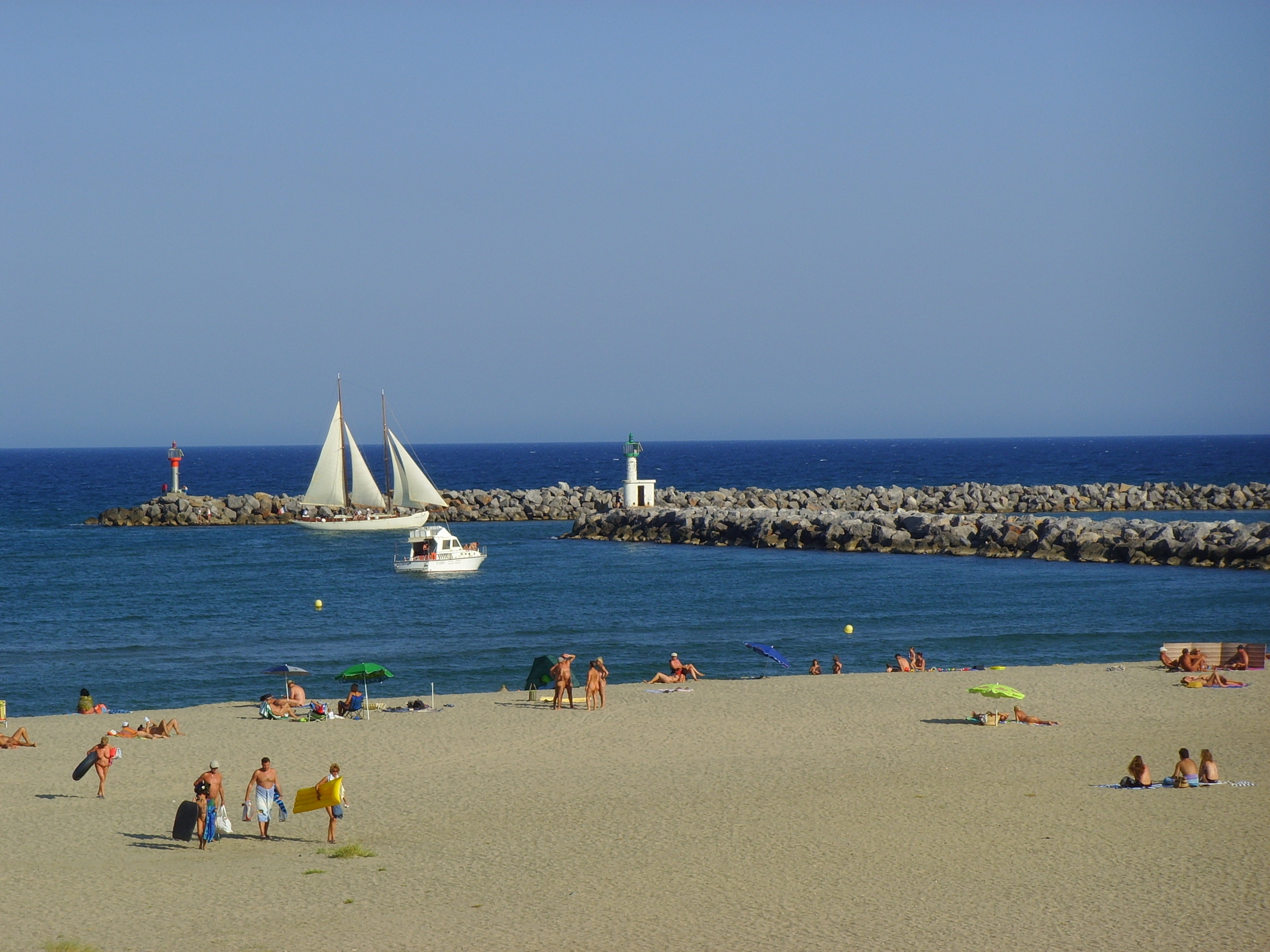
Plage du village naturiste de Port-Leucate en France.

La France est la première destination mondiale avec environ deux millions de visiteurs naturistes en 2015. Cette position est due principalement à sa grande capacité d'accueil, devant l'Allemagne, l'Espagne et la Croatie, avec 170 structures sur les 850 sites répertoriés par la Fédération Naturiste Internationale, contre 141 en Allemagne,. Elle repose également sur un secteur développé et organisé, notamment au sein du Cluster Tourisme et Naturisme d'Atout France, créé en 1998, qui réunit 28 membres (fédérations du secteur, représentants de domaines naturistes) en 2016,. Le secteur du tourisme naturiste français repose ainsi en partie sur les différents membres de la Fédération française de naturisme (FFN), créée dès 1951, avec plus de 200 associations et 50 espaces naturistes, et la Fédération des espaces naturistes (FEN), regroupant une trentaine de centres, souvent également affiliés à la FFN.
En 2015, selon l'Agence de développement touristique de la France, les infrastructures destinées au tourisme naturiste sont « 115 centres naturistes ; 39 campings associatifs ; 35 gîtes ou chambres d’hôtes ; 20 000 emplacements de camping, soit quelque 60 000 lits ; 116 plages sur lesquelles le nudisme est pratiqué et encadré sous couvert d'un arrêté municipal ; deux ports naturistes (Cap d'Agde et Port Leucate) », quant au port de l'Ayguade, il dessert par des navettes le village naturiste d’Héliopolis sur l'île du Levant et propose 25 places à quai. On estime que les 8 millions de nuitées permettent l'emploi de 3 000 salariés et un chiffre d'affaires annuel d'environ 300 millions d'euros.
Les « régions les plus naturistes » se trouvent ainsi dans les parties du territoire national très touristiques : Aquitaine, Corse, Languedoc-Roussillon, Provence-Alpes-Côte-d'Azur et la partie littorale située au nord de la Loire (Vendée, Bretagne et Normandie).
Sur le littoral méditerranéen, on trouve ainsi par exemple les villages naturistes d’Héliopolis sur l'Île du Levant, de Port Leucate sur l'île de la Corrège, les campings de Sérignan, le quartier du Bagnas au Cap d'Agde avec son Centre Naturiste René Oltra de 2 546 emplacements (les résidences et hôtels ne sont pas reconnus par le mouvement naturiste). En Corse, le centre de Villata ouvre en 1958, il affiche désormais sur son site : « camping textile avec plage naturiste ». On trouve aujourd'hui autour de la plage naturiste de Chiosura-Linguizzetta des campings et des villages de vacances.
En Aquitaine, le CHM-Montalivet, sur le littoral atlantique, est inauguré en 1951. Ce centre naturiste offre une capacité d'accueil de 3 119 places, dont 1 817 emplacements de camping. D'autres aménagements touristiques sont réalisés avec notamment le village d'Euronat (créé en 1975), qui comptait plus de 1 400 emplacements en 2001, complétés par « près de 1 000 chalets (loués ou vendus) ». Il possède en plus des divers services et équipements un centre de thalassothérapie depuis 1988. On peut encore citer le domaine résidentiel naturiste de La Jenny avec un golf six trous, fondé en 1983, comportant 756 chalets en 2013.
L'offre française est complétée par des agences de voyages permettant des séjours à l'étranger ou des croisières naturistes en Méditerranée, aux Antilles et Caraïbes.

#### Grèce
Il n'y a pas de Fédération naturiste en Grèce. C'est le « Greek Naturist Club Gimnokratia » qui est correspondant de la F.N.I, cette dernière répertorie cinq établissements touristiques naturistes, sur la péninsule du Péloponnèse, l'île de Rhodes, l'île de Céphalonie et en Crète.

#### Hongrie
L'activité touristique naturiste en Hongrie repose sur la présence de six campings, dont un proposant également un Bed and Breakfast. Deux établissements se trouvent notamment en bordure du lac Balaton. Le développement du naturisme au niveau national est représenté par la Fédération naturiste de Hongrie (en hongrois : NAturisták MAgyarországi SZövetsége), affiliée à la FNI.

#### Italie
Le tourisme naturiste italien est représenté par une dizaine de structures d'accueil, dont quatre campings et trois villages naturistes, un dans le Piémont, un en Sardaigne et un dans les Pouilles. Le littoral italien compte cinq plages officielles de la Fédération Naturiste Italienne (en italien : Federazione Naturista Italiana), membre de la FNI, deux sur le littoral adriatique et trois sur le littoral tyrrhénien. Il existe également des plages sur lesquelles le naturisme est toléré, de même que des plages libres.

#### Luxembourg
Le tourisme naturiste est peu développé au Luxembourg, même s'il existe quelques terrains de récréation naturistes. Il est représenté par la Fédération luxembourgeoise de naturisme (FLN). Le Grand Duché dispose d'un camping naturiste à Heiderscheid, et du camping Bleesbruck qui réserve 30 emplacements aux naturistes.
Le pays dispose de nombreux saunas avec une pratique de la nudité, dont la station thermale de Mondorf-les-Bains depuis 1988.

#### Monténégro
Le Monténégro possède quelques infrastructures naturistes héritées de l'ex-Yougoslavie, notamment sur l'île delta d'Ada Bodjana, face à la mer Adriatique, à la frontière de l'Albanie. La FNI dispose d'un correspondant dans le pays. L'île d'Ada Bodjana possède un développement touristique ancien, qui malgré la guerre, a maintenu une activité nudiste ou naturiste à partir d'un hôtel, d'un camping et de résidences secondaires à destination de la clientèle locale, régionale et européenne.
Le développement touristique de l'île de Ada Bodjana débute à partir de 1973 avec les investissements de deux entrepreneurs, un Allemand et un local. L'essentiel de la clientèle était allemande, plus de 90 %, dans les décennies 1970-80. À la suite de la crise et de l'implosion de l'ex-Yougoslavie, entre 1991 et 2000, la clientèle est devenue plus locale ainsi que serbe, avec le maintien d'une pratique nudiste, notamment avec un camping, surnommé le Wild Camp, installé à Velika Plaza. Le tourisme aujourd'hui repose toujours sur les traditionnelles maisons de vacances ou de week-end, les Vikendica, le camping « sauvage » et l'« Ada Bojana Nudist Center », associés à quelques plages nudistes.
Près de la ville de Dubrovnik, un éco-camping naturiste s'est installé, le Camp Full Monte. Par ailleurs, une plage naturiste dépend de l'Hôtel Riviera Njivici, à proximité des Bouches de Kotor, près de la ville de Herceg Novi.

#### Portugal
Au Portugal, l'accueil des touristes est possible dans un certain nombre de structures d'hébergements, répertoriés pour certains sur le site de la Federação Portuguesa de Naturismo (FPN). Ce dernier propose d'ailleurs une liste de huit plages où le naturisme est légal et deux où la pratique est tolérée.

#### Roumanie

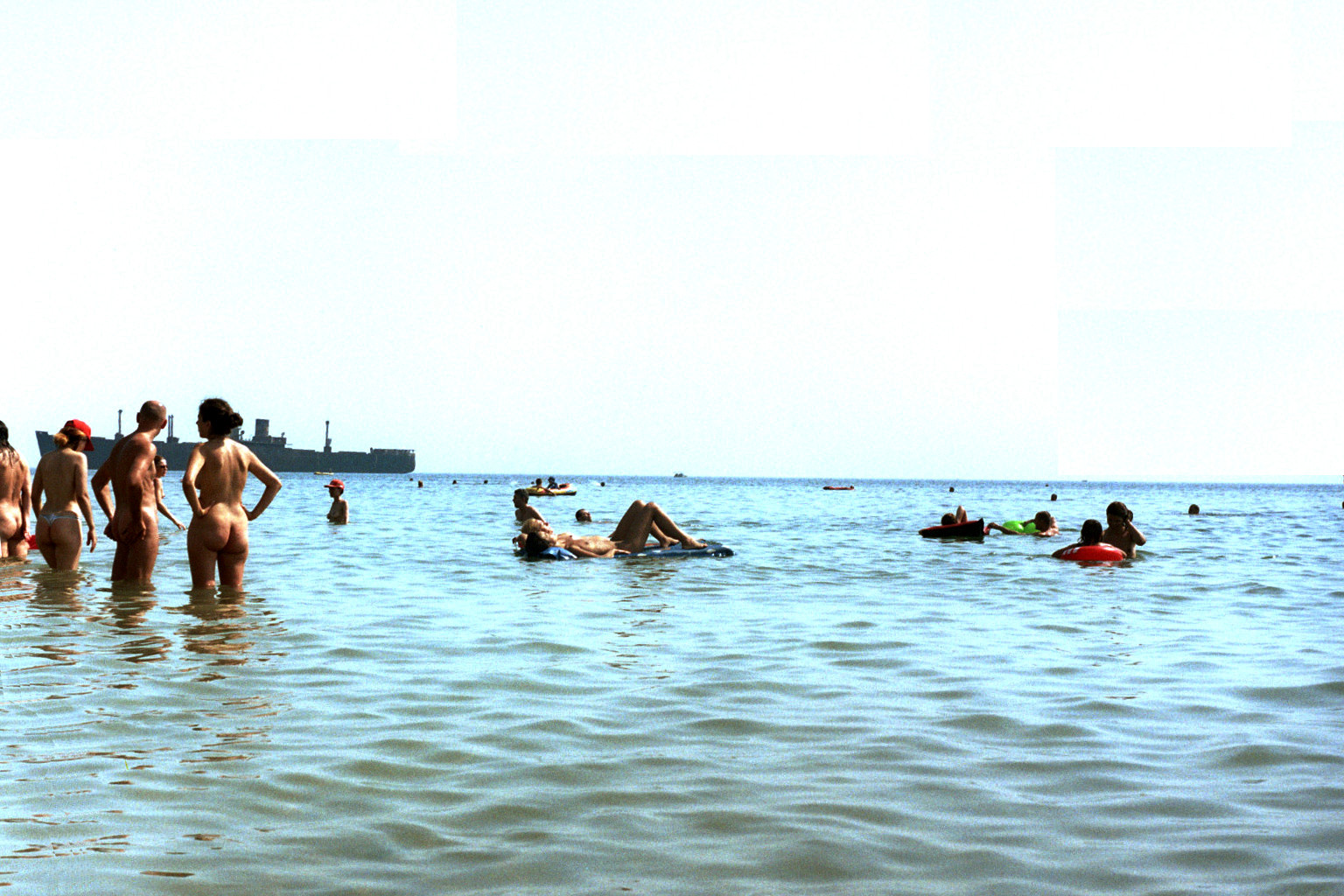
Plage naturiste de l'épave à Costineşti, sur la mer Noire, en Roumanie.

En 2011, on estime entre 3 000 et 4 000 le nombre de nudistes en Roumanie et 400 le nombre de membres de Ronudism, l'organisation naturiste roumaine. La pratique de la nudité se fait essentiellement sur les plages de la mer Noire. Le littoral roumain s'étend sur 245 km, depuis l'embouchure du Danube, au nord, jusqu'à la frontière bulgare, au sud.
Au nord, se trouvent les sites naturistes de Gura Portiţei (ro) et Sfântu Gheorghe (St Georges), et les plages des stations balnéaires de Năvodari et la Mamaia. Au centre du littoral, à Eforie Nord (ro) se trouve la plage La Hamace (en français : « Le hamac ») et à Eforie Sud (ro) celle de Baile Reci (« Les bains froids »). Au sud d'Eforie, à Costineşti îi găseşti, ce sont les plages de la epavă (« L'épave ») et du Golful francez (« Golfe Français ») où se retrouvent les adeptes de la gymnosophie. Le naturisme est aussi pratiqué au sud, près de la frontière bulgare, sur les plages des villages de 2 mai et de Vama Veche (« Vieille douane »). Le camping sous tente est possible sur certaines plages. En 2006, la création d'un complexe hôtel et camping naturiste, par une société franco-roumaine n'a pas abouti en raison de l'absence de réglementation.

#### Serbie
L'Organisation Naturiste Serbe (en serbe : Naturistička Organizacija Srbije) représente le naturisme dans ce pays, qui n'a pas d'établissements naturistes, mais deux plages, dont une dans le parc Ciganlija à Belgrade.

#### Suisse
La fédération suisse (UNS-SNU) — Union Naturiste Suisse / Schweizer Naturisten Union / Unione Naturista Svizzera — compte douze entités naturistes en 2015, dont six terrains de camping. En Suisse romande, on trouve trois clubs naturistes (Genève, Préverenges (VD) et un dans le canton de Neuchâtel), toutefois la pratique sur les plages est interdite même si certains lieux sont répertoriés sur internet. Deux plages sont recensées sur le lac de Neuchâtel, une sur le Léman et une sur la rivière de la Thièle. Le nudisme se pratique également dans plusieurs établissements thermaux.

### En Océanie et Australie
La Fédération naturiste internationale possède, en 2015, deux pays où sont implantés des associations nationales membres, l'Australie et la Nouvelle-Zélande.

#### Australie
Le naturisme (en anglais : clothing optional) est pratiqué en Australie. L'Australian Naturist Federation (ANF) répertorie un certain nombre d'établissements — dont des Clothing Optional Resorts, Bed and breakfast — ayant reçu le label ANF. Il en existe plus d'une vingtaine dans le pays.
La Free Beaches Australia (FBA), affiliée à l'Australian Naturist Federation, répertorie environ 22 plages où la nudité est légale et 24 plages unofficial où la pratique est observée sans être toutefois autorisée, mais la situation non garantie. La baie de Port Stephens possède une plage, Samurai Beach, où s'organise chaque année les Jeux olympiques nudistes.

#### Nouvelle-Zélande
En Nouvelle-Zélande, une vingtaine de structures touristiques naturistes (clubs, Bed and breakfast, homestays, naturist parks) sont répertoriés par les différentes associations, dont la New Zeland Naturiste Federation. On trouve également une soixantaine de sites où le nudisme est pratiqué sur les plages.